# قائمة الاغتيالات في الصراع العربي الإسرائيلي
حدثت العديد من الاغتيالات أثناء الصراعات العربية الإسرائيلية

## قبل عام 1948
- اغتيال يعقوب إسرائيل ديهان (1881 - 1924) الدبلوماسي والصحفي اليهودي الهولندي على يد منظمة هاجاناه الصهيونية في 1 يوليو 1924 بسبب إتهامه من قبل تلك المنظمة بمحاولته لتدمير فكرة الصهيونية .
- اغتيال حايم أرلوسوروف (1899 - 1933) صهيوني بارز من روسيا وزعيم حزب العمل الإسرائيلي تم اغتياله في 16 يونيو 1933 في تل أبيب على يد عضو في منظمة يهودية سرية معارضة لحزب العمل

## 1948
- اغتيال الكونت فولك بيرنادوت (1895 - 1948) الدبلوماسي السويدي على يد متطرفين يهود تابعين لمنظمة شتيرن في 17 سبتمبر 1948، كان بيرنادوت مبعوث الأمم المتحدة للتفاوض بين الفلسطينيين والإسرائيليين .
- محمود فهمي النقراشي في القاهرة.

## 1951
- عبد الله الأول بن حسين في القدس.

## 1957
- اغتيال رودولف كاستنير (1906 - 1957) زعيم منظمة يهودية في بودابست تم اغتياله في 3 مارس 1957 برصاصة يهودية نتيجة مزاعم بانه كان عميلا لألمانيا النازية أثناء الهولوكوست .

## 1958
- سليمان طوقان

## 1971
- أبو علي إياد في الأردن
- اغتيال وصفي التل في القاهرة.

## 1972
- غسان كنفاني في بيروت.
- بسام أبو شريف في بيروت محاولة فاشلة.
- أنيس صايغ محاولة فاشلة.

## 1973
- محمود الهمشري في فرنسا.
- أبو يوسف النجار في بيروت.
- كمال عدوان في بيروت.
- كمال ناصر في بيروت.
- سعيد السبع في طرابلس (لبنان) محاولة فاشلة.

## 1978
- سعيد حمامي في لندن.
- أبو حسن سلامة في بيروت.
- وديع حداد في ألمانيا الشرقية.
- يوسف السباعي في قبرص.

## 1979
- زهير محسن في مدينة كان بفرنسا.
- علي حسن سلامة في لبنان.

## 1980
- يحيى المشد في باريس بقرنسا.

## 1981
- اغتيال حماد أبو ربيعة (1929 - 1981) الإسرائيلي البدوي العضو في الكنيست الإسرائيلي على يد أبناء سياسي إسرائيلي في 1 ديسمبر 1982 .
- محمد أنور السادات في القاهرة.

## 1984
- عصام السرطاوي اغتيل في لشبونة أثناء اشتراكه في مؤتمر مع شمعون بيريس رئيس الوزراء الإسرائيلي الأسبق بتاريخ 10-4-1984

## 1986
- خالد نزال في أثينا.
- منذر أبو غزالة في أثينا.

## 1988
- خليل الوزير في تونس.

## 1991
- صلاح خلف في قرطاج بتونس.
- فخري العمري (أبو محمد) في قرطاج بتونس.
- هايل عبد الحميد في قرطاج بتونس.

## 1992
- عاطف بسيسو في فرنسا.

## 1993
- عماد عقل في حي الشجاعية.
- العقيد مئير منتس في إسرائيل.

## 1994
- نائب المعايطة في الأردن.

## 1995
- اغتيال إسحاق رابين في 4 نوفمبر 1995 على يد اليهودي الأرثوذكسي يغال أمير بسبب توقيع رابين على اتفاقية أوسلو.
- فتحي الشقاقي في مالطا.

## 1996
- اغتيال يحيى عياش (1966 - 1996) في 5 يناير 1996 بواسطة هاتف نقال مفخخ، إشتهر عياش بتطويره لفكرة العمليات الفدائية

## 2000
- محمد الدرة في غزة.

## 2001
- اغتيال رحبعام زئيفي (1926 - 2001)، وزير السياحة الإسرائيلي الذي كان ينادي بفكرة الترانسفير ويعتقد ان العرب كالنمل تمت عملية اغتيال رحبعام زئيفي في 17 أكتوبر 2001 على يد أحمد سعدات، مجدي الريماوي، باسل الاسمر حمدي قرعان، عاهد أبو غلمة، محمد فهمي الريماوي أثناء انتفاضة الأقصى.
- اغتيال أبو علي مصطفى (1938 - 2001) في 27 اغسطس 2001، كان زعيما للجبهة الشعبية لتحرير فلسطين.

## 2002
- اغتيال صلاح مصطفى محمد شحادة (1953 - 2002) زعيم كتائب عزالدين القسام في 22 يوليو 2002 على يد الجيش الإسرائيلي.
- صبري البنا المشهور بأبو نضال في بغداد.
- أيين جون هوك موظف بمفوضية شئون اللاجئين في مخيم جنين.

## 2003
- اغتيال إبراهيم المقادمة قيادي في حركة حماس على يد الجيش الإسرائيلي في 8 مارس 2003.
- ريتشيل كوري ناشطة سلام في رفح.
- نزيه درزاوي في نابلس بالضفة الغربية.
- جيمس ميللر مصور بريطاني في رفح.

## 2004
- اغتيال أحمد ياسين (1937 - 2004) في 22 مارس 2004 مؤسس حماس على يد جيش الاحتلال الصهيوني الإسرائيلي.
- اغتيال عبد العزيز الرنتيسي (1947 - 2004) في 17 ابريل 2004 على يد جيش الاحتلال الصهيوني الإسرائيلي
- اغتيال عز الدين الشيخ خليل (1962 - 2004) القيادي في حماس في 26 سبتمبر 2004 على يد الجيش الإسرائيلي.
- اغتيال عدنان الغول (1962 - 2004) قيادي في كتائب عزالدين القسام في 21 أكتوبر 2004 على يد الجيش الإسرائيلي.
- مؤمن اليازوري ابن إبراهيم اليازوري.
- توم هرندل ناشط سلام بريطاني في رفح.
- نائف أبو شارة في نابلس.

## 2005
- موسى عرفات في غزة.
- مصطفى العقاد في عمان.

## 2006
- اغتيال جمال بن عطايا أبو سمهدانة في 9 يونيو 2006 على يد الجيش الإسرائيلي .
- عبد الكريم القوقا في قطاع غزة.

## 2008
- فضل شناعة في قطاع غزة.

## 2009
- اغتيال نزار ريان (1959 - 2009) في 1 يناير 2009 جراء قصف إسرائيلي استهدف منزله.[1]
- اغتيال سعيد صيام (1959 - 2009) وزير الداخلية في حكومة حماس في غزة جراء قصف إسرائيلي في 15 يناير 2009.

## 2010
- اغتيال محمود المبحوح (1960 - 2010) وهو قياديي في كتائب عز الدين القسام، في دبي.
- فرقان دوجان في البحر مقابل ساحل غزة.
- سيفديت كيليقلر في البحر مقابل ساحل غزة.
- سيتين طوبق أوغلو في البحر مقابل ساحل غزة.

## 2012
- أحمد الجعبري في غزة.